# 덕성여자고등학교
덕성여자고등학교(德成女子高等學校)는 대한민국 서울특별시 종로구 안국동에 위치한 사립 고등학교이다.

## 학교 연혁
- 1920년 : 조선여자교육회 설립
- 1923년 : 근화학원으로 개명
- 1925년 : 근화여학교로 승격
- 1934년 2월 20일 : 재단법인 근화학원 인가
- 1935년 9월 1일 : 근화여자실업학교 인가
- 1938년 10월 1일 : 재단법인 덕성학원 개명 인가
- 1938년 10월 5일 : 덕성여자실업학교로 개명 인가
- 1940년 8월 26일 : 송금선 교장 취임
- 1941년 8월 26일 : 단학급이 3학급으로 증설인가
- 1941년 8월 26일 : 신교사 낙성(구관)
- 1943년 3월 30일 : 4년 갑종학교로 승격
- 1945년 10월 10일 : 개교기념일로 제정
- 1945년 12월 10일 : 덕성고등여학교 설립 인가
- 1946년 8월 10일 : 덕성여자중학교로 교명 변경
- 1947년 7월 20일 : 6년제로 학년 연장 인가
- 1951년 4월 1일 : 덕성여중, 덕성여고 병립 인가
- 1951년 8월 30일 : 학급 증설 인가(고 9, 중 15)
- 1951년 9월 5일 : 부산에서 피난 개교
- 1953년 9월 10일 : 서울 수복 개교
- 1954년 12월 30일 : 신관 낙성(동신관)
- 1955년 4월 1일 : 중.고등학교 분리
- 1955년 6월 1일 : 초대 이사장 차미리사 여사 서거
- 1955년 12월 30일 : 중고등학교 교사 신축
- 1956년 2월 28일 : 고등학교 2부 신설 인가(3학급)
- 1964년 7월 5일 : 학교법인으로 조직 변경
- 1966년 6월 21일 : 고등학교 체육관 낙성(배구)
- 1968년 8월 15일 : 과학관 낙성
- 1968년 10월 10일 : 남해교 준공
- 1975년 10월 10일 : 남해관 낙성
- 1980년 10월 10일 : 도서관 준공
- 1994년 2월 28일 : 2부 고등학교 폐교
- 2021년 3월 1일 : 이면재 이사장 취임
- 2022년 9월 1일 : 김성찬 교장 취임

## 참고 자료
- 덕성여자고등학교 - 한국교육학술정보원 학교알리미